# Thelymitra irregularis
Thelymitra irregularis là một loài thực vật có hoa trong họ Lan. Loài này được Nicholls miêu tả khoa học đầu tiên năm 1946.